# Sonneck
De Sonneck is een berg in de deelstaat Tirol, Oostenrijk. De berg heeft een hoogte van 2.260 meter.
De Sonneck is onderdeel van het Kaisergebergte.